# Christian Olsen
Christian Olsen (18. května 1813, Brunslette na ostrově Fyn - 25. března 1898, Christiania) byl dánský portrétní malíř, kreslíř a fotograf, který pracoval v Norsku od roku 1839. Učil na Akademii umění v Kodani.

## Životopis
První léta v Norsku se živil malbou portrétů. Měl trvalé bydliště v Oslu a od roku 1854 zrealizoval celou řadu portrétů příslušníků skupiny Eidsvollmenn na misi vedené Johanem Sebastianem Welhavenem. Velká část z nich byly kopie. Obrazy jsou dnes součástí sbírky Eidsvoll 1814.
Olsen založil fotoateliér v Christianii v roce 1856 spolu s kolegou Carlem Christianem Wischmannem. Od roku 1860 pracoval spolu s Marií Thomsen, provozovali společnou firmu Olsen & Thomsen a o šest let později měl vlastní samostatný fotoateliér.

## Dílo
Obrazy
- Peter Andreas Munch, portrét, 1854, sbírka Frimurerlogen v Oslo
- Jørgen Engebretsen Moe, 1850
- Carl Wilhelm Boeck, patřící do národní nemocnice v Oslo
- Christen Heiberg v roce 1860, sbírka De Heibergske samlinger
- Hans Gulbranson, portrét
- Kopie portrétní sbírky v Eidsvollu
- Mnoho portrétů provedeno na základě fotografií; Bjørnstjerne Bjørnson nebo Peter Chr. Asbjørnsen.

Kresby
- Henrik Wergeland v roce 1841
- Henrik Wergeland na smrtelné posteli, 1844

Litografie
- Četné byly portréty osobností tehdejší norské, litografie Emilius Ditlev Bærentzens spol. Em. Bærentzen & Co. v Kodani

## Galerie

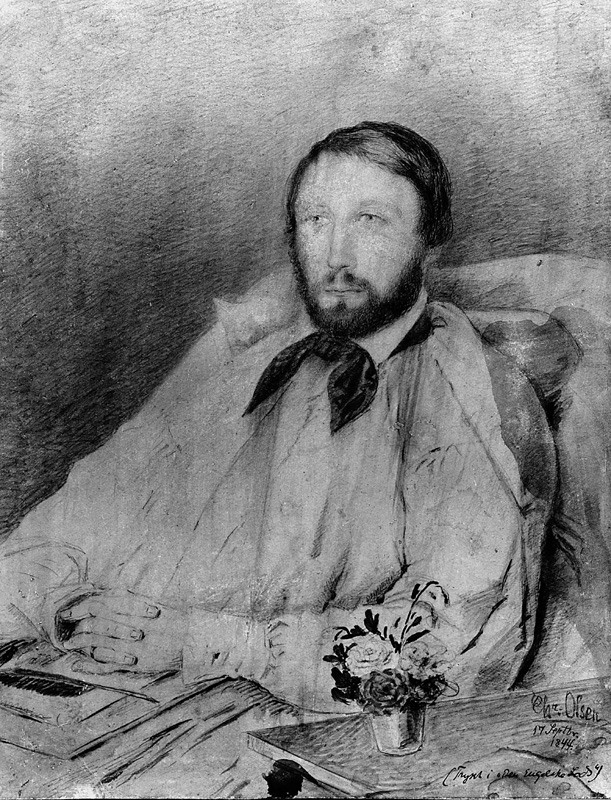
Henrik Wergeland na smrtelné posteli, 1844, kresba
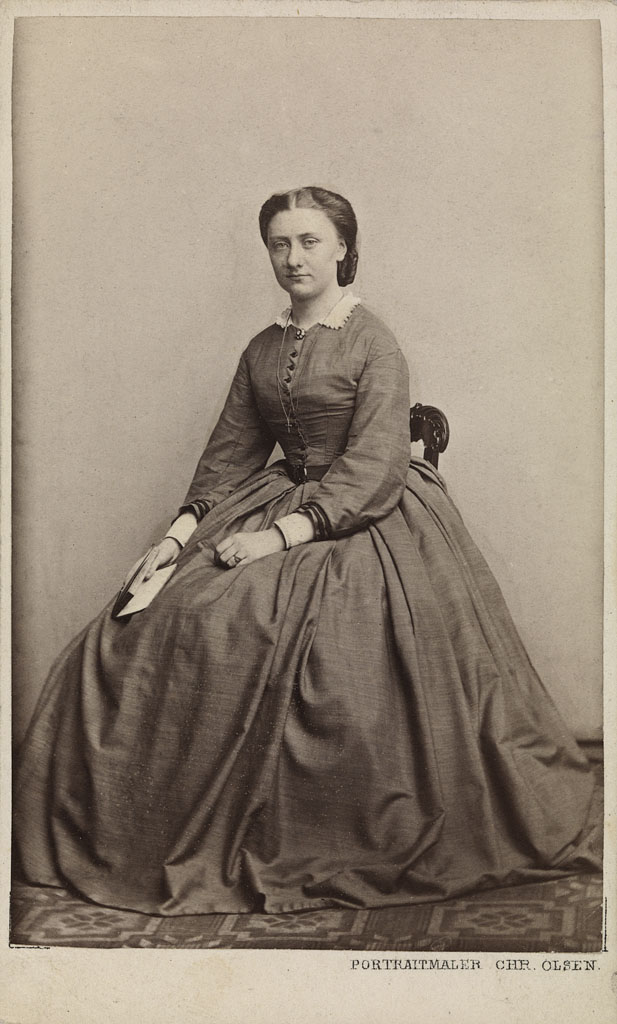
Gina Krog, fotografická vizitka s portrétem, 1865
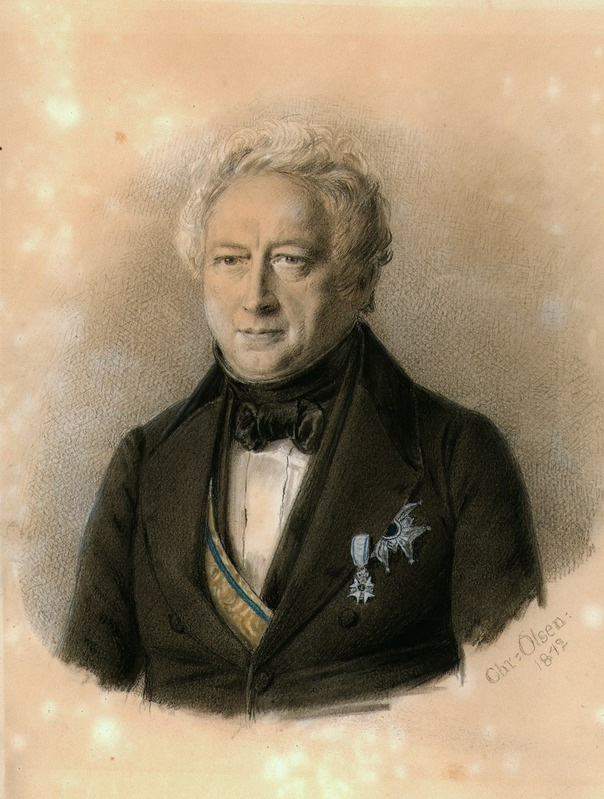
Palle Rømer Fleischer, kresba
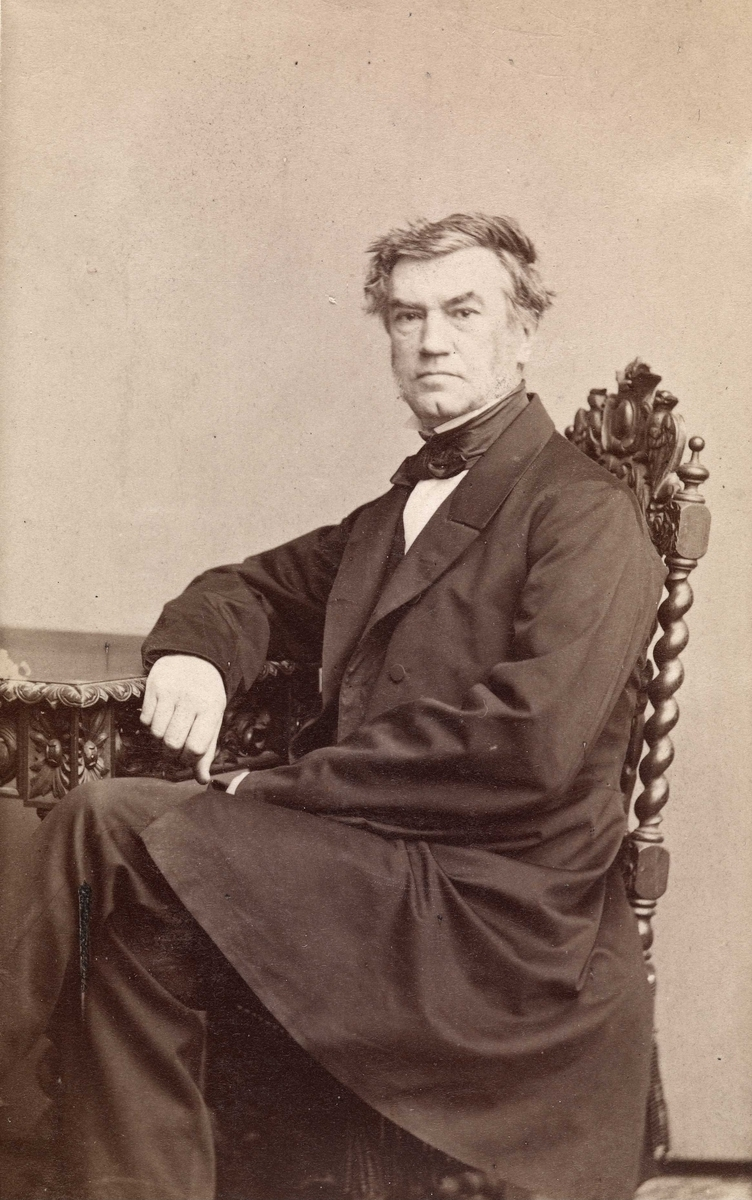
Christian Ludvig Diriks, fotografie, asi 1870
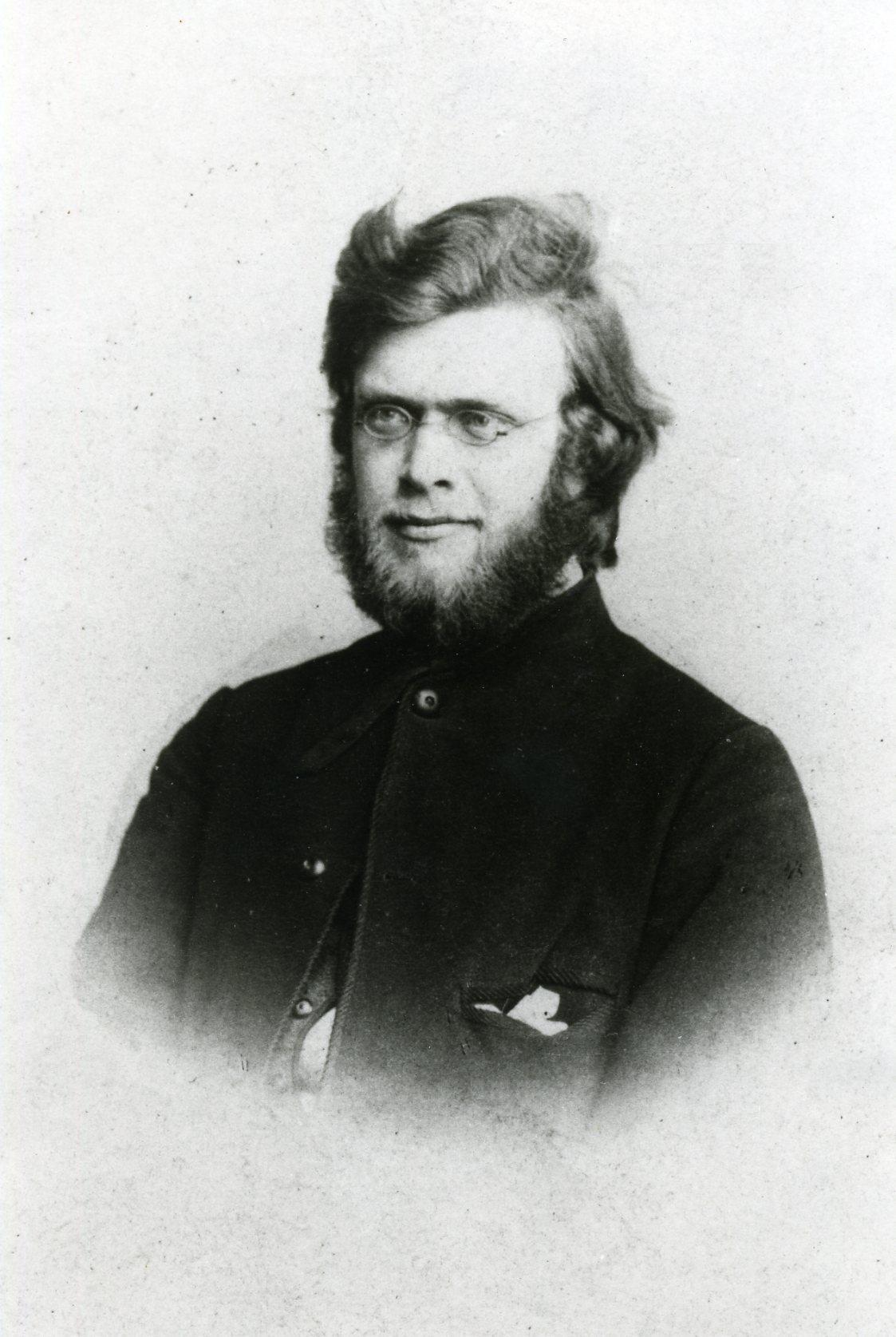
Gerhard August Schneider, fotografie, 1889-1898
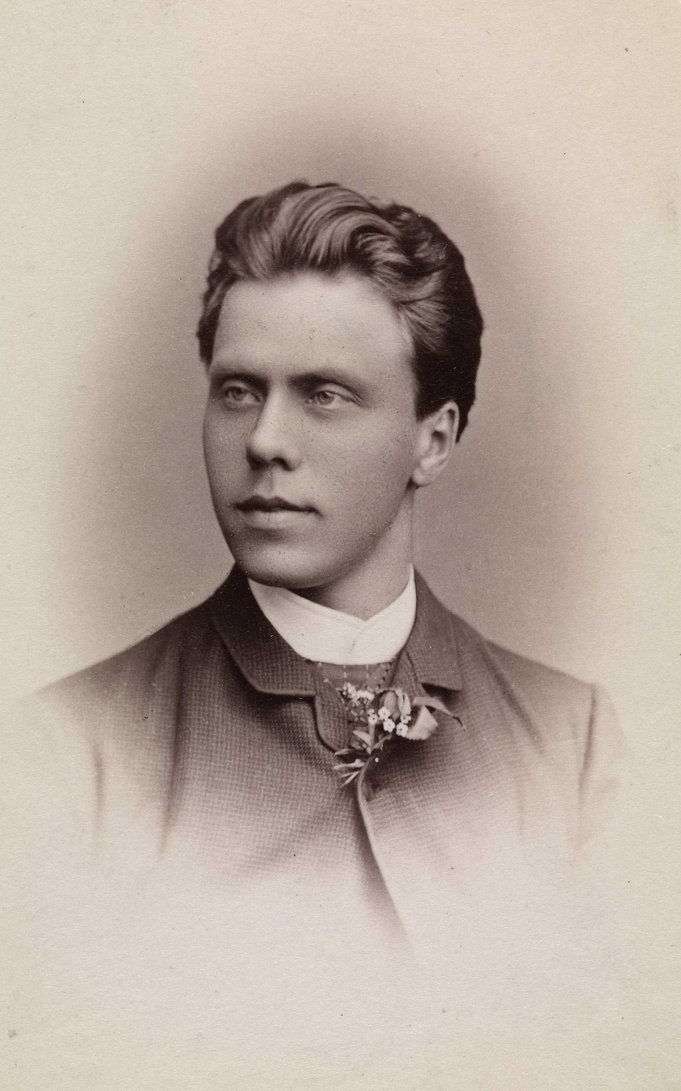
Harald Smedal, fotografie, 1880-1890